# ستانلي مان
ستانلي مان (بالإنجليزية: Stanley Mann)‏ هو كاتب سيناريو كندي، ولد في 8 أغسطس 1928 في كندا، وتوفي في 11 يناير 2016 في لوس أنجلوس في الولايات المتحدة.

## وصلات خارجية
- ستانلي مان على موقع IMDb (الإنجليزية)
- ستانلي مان على موقع ألو سيني (الفرنسية)
- ستانلي مان على موقع أول موفي (الإنجليزية)
- ستانلي مان على موقع قاعدة بيانات الأفلام السويدية (السويدية)
- ستانلي مان على موقع قاعدة بيانات الفيلم (الإنجليزية)
- ستانلي مان على موقع كينوبويسك (الروسية)